# 不滅の女王
『不滅の女王』（原題:The Queen Who Ever Was）はHBOのファンタジー・テレビドラマ・シリーズである『ハウス・オブ・ザ・ドラゴン』のシーズン2の最終第8話である。ともに製作総指揮に名を連ねるSara Hessが脚本を書き、Geeta Vasant Patelが監督した。Hessにとってはシリーズ4話目の脚本作品、Patelにとっては3話目の監督作品である。
原題のThe Queen Who Ever Wasは、「戴冠せざりし女王」The Queen Who Never Wasと呼ばれ、今シーズンでその死が描かれたレイニス・ターガリエンに由来する。本エピソードにおいてコアリーズ・ヴェラリオンが亡き妻にちなんで旗艦の船名とする。
日本ではU-NEXTが配信した。

## あらすじ
レイニラ、ジャセアリーズ、ベイラ、デイモンにさらに3人のドラゴンの乗り手を加えた黒装派はエイモンド、デイロンの二人しか乗り手がいない翠装派に対し優勢となり、翠装派の中には敗北を想定した動きも起こる。両派に属する艦隊や名家の軍隊は来たるべき戦闘に進む。

### タイロシュにて
エッソスのタイロシュでは、海軍大臣タイランド・ラニスターがヴェラリオン家の封鎖艦隊を破るために三頭市の協力を得ようと交渉する。〈踏み石諸島〉を渡す条件で艦隊の派遣が約束される。条件として女性司令官ロハールと格闘し勝利する。その妻たちに子種を残すよう頼まれる。

### キングズランディングにて
ラリス・ストロングは、黒装派の三頭のドラゴンを見て逃げ帰ったエイモンドが腹いせに尖頭岬を焼き払ったことを病床のエイゴン王に伝える。黒装派が優勢であるだけでなく、エイモンドに命を狙われる脅威を語る。〈ハレンの巨城〉の富をブレ―ヴォスの〈鉄の銀行〉に移したと打ち明け、エイモンドとレイニラが戦って双方が滅びるまで身の安全を図るために身を隠すよう説く。
エイモンドは、"ドリームファイア"に乗る姉ヘレイナに戦闘への参加を強制する。だがヘレイナは戦いを拒み、母アリセントが割って入る。後にヘレイナは、エイモンドがエイゴンを焼いたところを見たと言い、エイモンドの死を予見したと話す。

### ドリフトマークにて
コアリーズはレイニラに、3人の新たなドラゴンの乗り手を得た有利さをすぐに利用すべきだと意見する。自船を妻の通称にちなんで"戴冠せざりし女王"と名付ける。妻も嫡出子も死なせたコアリーズは、〈落とし子〉のアリンと和解しようとするも、アリンは貧困の中に置き去りにされた恨みをぶつける。

### ハレンの巨城にて
デイモンの意図を探るようレイニラに派遣されたサー・アルフレッド・ブルームが〈ハレンの巨城〉に到着し、リヴァーランド諸侯の大軍を見る。デイモンが自ら王座を求めるならば支持する考えを明らかにする。これを立ち聞きした城代サイモン・ストロングはデイモンの謀反を知らせる手紙を鴉に託してレイニラに知らせる。
夜、アリス・リヴァーズはデイモンを〈神々の森〉に連れ出す。デイモンはホワイト・ウォーカーが亡者を率いる場面、デナーリス・ターガリエンの3頭のドラゴンの誕生、レイニラが〈鉄の玉座〉に座る場面などの幻視を見る。幻視にはヘレイナも姿を現す。
レイニラとアダムがドラゴンで到着する。デイモンは膝を屈してレイニラに忠誠を誓う。リヴァーランド諸侯たちもこれに従う。サー・アルフレッドは去る。

### ドラゴンストーンにて
ドラゴンストーンでは、アルフの無礼さがジャセアリーズを怒らせレイニラを困惑させる。レイニラは来たるべき戦争による犠牲に悩み、ミサリアは強くあるよう説く。アリセントが密かに訪問し、エイモンドが〈ハレンの巨城〉に向かった後、家族の命と引き換えに王都を明け渡すと提案する。レイニラは争いの種となるエイゴンの命を要求し、アリセントはこれを吞んで去る。

### ウェスタロスの各地にて
河間平野をハイタワー家の軍が北に向かい、その上をアリセントの末子デイロンのドラゴン"テッサリオン"が飛ぶ。スターク家の軍がリヴァーランドの双子城の河の渡し場を渡り南下する。西部では、ジェイソン・ラニスターがラニスター家の軍を率いて東に向かう。〈狭い海〉ではタイランドとロハールが艦隊を率いて西に進む。ドリフトマークでは、コアリーズとアリンが封鎖艦隊に加わる。〈谷間〉では、レイナ・ターガリエンが野生のドラゴンを見つける。オットー・ハイタワーは牢に入れられている。ラリスとエイゴンは密かに王都を脱出する。

## 評判

### 視聴者数
アメリカ合衆国内でのHBO初回放送では150万人に視聴された。放送にストリーミングサービスMaxでの視聴者を加え、同夜に890万人に視聴された